# Smicridea comma
Smicridea comma är en nattsländeart som beskrevs av Banks 1924. Smicridea comma ingår i släktet Smicridea och familjen ryssjenattsländor. Inga underarter finns listade i Catalogue of Life.